# Mocira, Maramureș
Mocira (în maghiară: Láposhidegkút) este un sat în comuna Recea din județul Maramureș, Transilvania, România.

## Așezare
Satul este situat pe valea râului Lăpuș, la câțiva kilometri în amonte de confluența cu râul Săsar.
Din punct de vedere geografic, satul Mocira se află în Depresiunea Baia Mare, cu toate caracteristicile geografice specifice: relief predominant de câmpii și dealuri joase, fiind a doua zonă depresionară din județul Maramureș. Satul are o altitudine medie de 200 m.

## Note

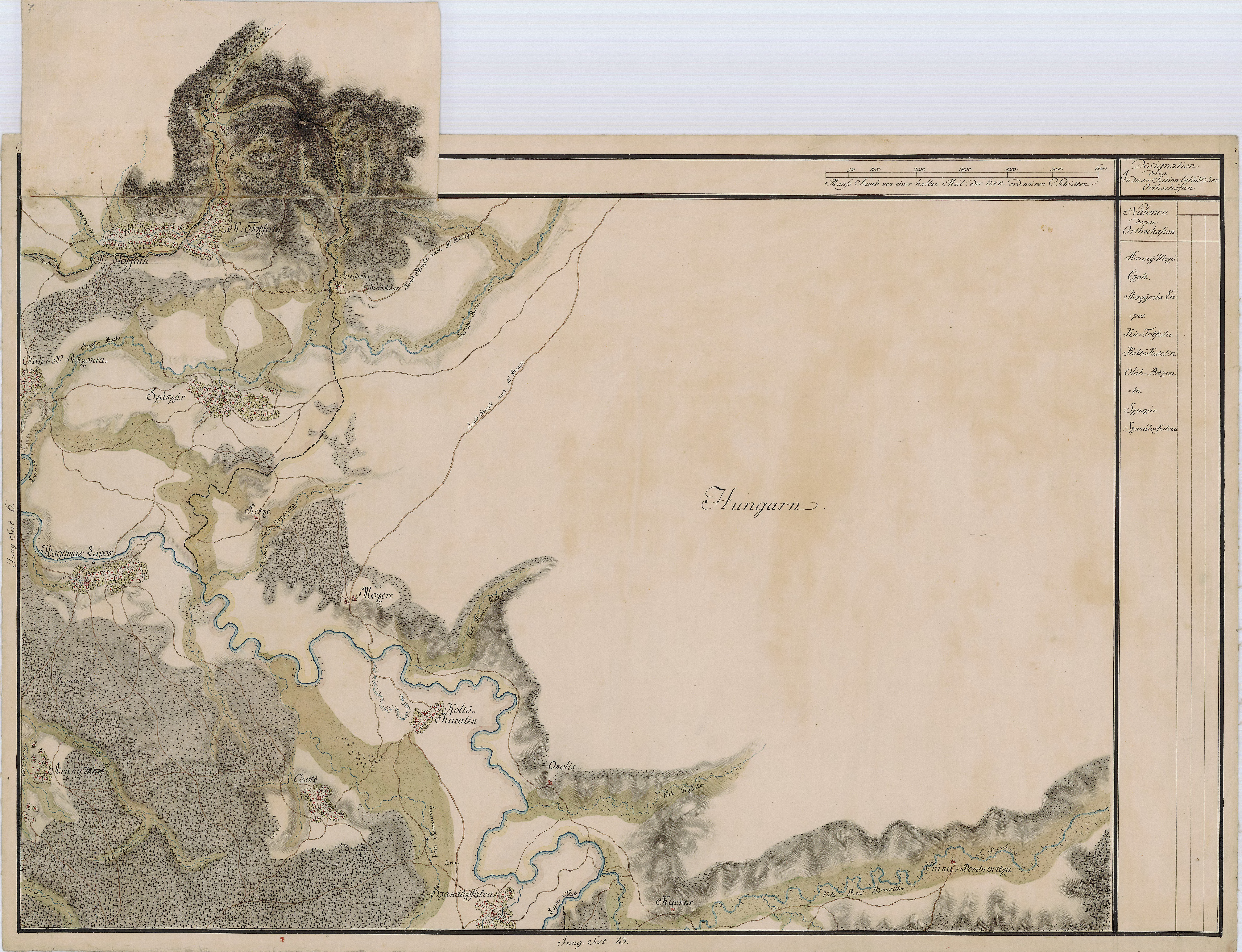
Mocira în Harta Iosefină a Transilvaniei